# Збирогівська волость
Збирогівська волость — історична адміністративно-територіальна одиниця Кобринського повіту Гродненської губернії Російської імперії. Волосний центр — село Збироги.

## У складі Польщі
Після анексії Полісся Польщею волость отримала назву ґміна Збироги.
1 січня 1926 р. село Вєлюнь вилучено зі ґміни Збироги Кобринського повіту і включено до ґміни Косичі Берестейського повіту.
Розпорядженням Ради Міністрів 19 березня 1928 р. із ґміни Збироги вилучені поселення — села: Буяки, Харитони, Готовичі, Карабани, Лідими, Максими, Очки, Смоляни, Сичі, Вітошки, Волоски, Залісся, Забережжя і Збироги, фільварки: Буяки, Поплави і Смолин, селище: Смолин-Янівський та колонія: Макаси і включено їх до ґміни Косичі Берестейського повіту.
Розпорядженням Міністра внутрішніх справ Польщі 23 березня 1928 р. ґміна ліквідована і решту території ліквідованої сільської ґміни передано до ґміни Жабинка — села: Абрамовичі, Бородичі, Курпичі, Мищиці, Нагоряни, Новосади, Перенай, Рачки, Рудка, Саки, Селейки і Стеброве, фільварки: Чурилівщина, Юзефин, Мищиці, Мищиці Малі, Мищиці Великі, Непокійчиці, Новосади, Рудка, Саки I, Саки II, Зеленківщина, Соломівщина, колонії: Галинове, Качан, Путищі і Рачки, селище: Павлівщина, містечко: Жабинка, залізнична станція Жабинка.